# Малий Огуз

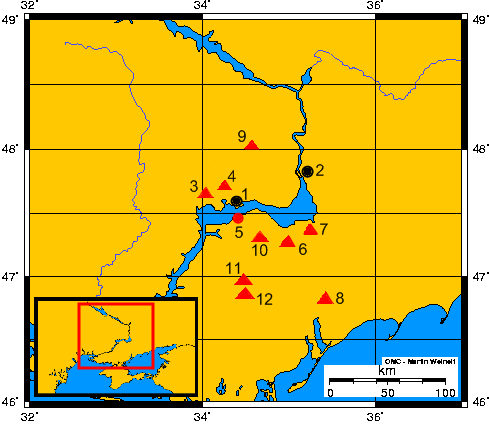
Столиця скіфів Кам'янське городище і т.зв. скіфські «царські» могили в нижній течії Дніпра:
1) Нікополь (сучасне місто)
2) Запоріжжя (сучасне місто)
3) Товста Могила
4) Чортомлик
5) Кам'янське городище
6) Гайманова Могила
7) Васільевські кургани
8) Мелітопольський курган
9) Олександропільський курган
10) Велика Цимбалка
11) Козел
12) Огуз

Малий Огу́з — скіфський курган IV століття до н. е. біля села Нижні Сірогози Херсонської області.

## Опис кургану
Обсяг насипу 2400-4200 метрів кубічних 

## Опис знахідок
Серед знахідок з кургану - золоті штамповані бляшки, що імітують типи боспорських монет останньої третини IV століття до н.е. 